# Actes d'état civil de la famille royale belge
Par ordre chronologique, les actes d'état civil de la famille royale belge sont :
| Membre de la Famille | Acte de   | Date              | Lieu                                                                                              | Acte | Lien          |
| --- | --------- | ----------------- | ------------------------------------------------------------------------------------------------- | --- | ------------- |
| Fondateurs de la Dynastie Royale Belge |           |                   |                                                                                                   | |               |
| Léopold, Prince de Saxe-Cobourg-Saalfeld Prince de Saxe-Cobourg-Gotha (1826) Duc de Saxe futur Léopold Ier, Roi des Belges                                  | Naissance | 16 décembre 1790  | Cobourg (Saxe-Cobourg-Saalfeld)                                                                   | |               |
| Louise Marie d'Orléans future Louise Marie, Reine C. des Belges                                                                                             | Naissance | 3 avril 1812      | Palerme (Sicile, R. des Deux-Siciles)                                                             | | Lien          |
| Règne du Roi Léopold Ier (1831 - 1865) |           |                   |                                                                                                   | |               |
| Léopold Ier, Roi des Belges oo Louise Marie d'Orléans | Mariage   | 9 août 1832       | Château de Compiègne, (Compiègne, Oise, France)                                                   | Manuscrit de l'acte, partie 1 · Manuscrit de l'acte, partie 2 · Manuscrit de l'acte, partie 3 · Fac-similé de l'acte | Lien 1 Lien 2 |
| Louis-Philippe, Duc de Saxe Prince de Saxe-Cobourg-Gotha (Héritier du Royaume de Belgique)                                                                  | Naissance | 24 juillet 1833   | Château de Laeken (Laeken, Belgique) Rem: Laeken ne fait partie de Bruxelles que depuis 1921      | | Lien          |
| Louis-Philippe, Duc de Saxe Prince de Saxe-Cobourg-Gotha | Décès     | 16 mai 1834       | Château de Laeken (Laeken, Belgique)                                                              | | Lien          |
| Léopold, Duc de Brabant (1840-1865) "Prince héréditaire de Belgique" Duc de Saxe, Pr. de S.-Cobourg-Gotha Futur Léopold II, Roi des Belges                  | Naissance | 9 avril 1835      | Palais royal de Bruxelles (Bruxelles, Belgique)                                                   | | Lien          |
| Marie-Henriette d'Autriche | Naissance | 23 août 1836      | Pest (Hongrie)                                                                                    | |               |
| Philippe, Comte de Flandre, Prince de Belgique (1891), Duc de Saxe, Prince de Saxe-Cobourg-Gotha                                                            | Naissance | 24 mars 1837      | Château de Laeken (Laeken, Belgique)                                                              | | Lien          |
| Charlotte, Duchesse de Saxe Princesse de Saxe-Cobourg-Gotha Princesse de Belgique (1891)                                                                    | Naissance | 7 juin 1840       | Château de Laeken (Laeken, Belgique)                                                              | | Lien          |
| Marie de Hohenzollern-Sigmaringen | Naissance | 17 novembre 1845  | Inzigkofen (Hohenzollern-Sigm., Allemagne)                                                        | |               |
| Louise Marie d'Orléans, Reine Consort des Belges | Décès     | 11 octobre 1850   | 69, Langestraat, Ostende, Belgique                                                                | | Lien          |
| Léopold (II), Duc de Brabant oo Marie-Henriette d'Autriche                                                                                                  | Mariage   | 22 août 1853      | Palais royal de Bruxelles (Laeken, Belgique)                                                      | | Lien          |
| Charlotte, Princesse de Belgique (1891) oo Maximilien Ier du Mexique                                                                                        | Mariage   | 27 juillet 1857   | Palais royal de Bruxelles (Bruxelles, Belgique)                                                   | | Lien          |
| Louise, Princesse de Belgique (1891) Duchesse de Saxe Princesse de Saxe-Cobourg-Gotha                                                                       | Naissance | 18 février 1858   | Palais royal de Bruxelles (Bruxelles, Belgique)                                                   | | Lien          |
| Léopold, Comte de Hainaut Duc de Brabant en 1865 Duc de Saxe, Pr. de S.-Cobourg-Gotha                                                                       | Naissance | 12 juin 1859      | Château de Laeken (Laeken, Belgique)                                                              | | Lien          |
| Stéphanie, Princesse de Belgique (1891) Duchesse de Saxe Princesse de Saxe-Cobourg-Gotha                                                                    | Naissance | 21 mai 1864       | Château de Laeken (Laeken, Belgique)                                                              | | Lien          |
| Léopold Ier, roi des Belges | Décès     | 10 décembre 1865  | Château de Laeken (Laeken, Belgique)                                                              | | Lien          |
| Règne du Roi Léopold II (1865 - 1909) |           |                   |                                                                                                   | |               |
| Philippe, Comte de Flandre oo Marie de Hohenzollern-Sigmaringen                                                                                             | Mariage   | 25 avril 1867     | Cathédrale Sainte-Edwige (Berlin, Allemagne)                                                      | |               |
| S.A.R. le Prince Royal Léopold, Duc de Brabant (1865-69), Comte de Hainaut (1859-1869), 1014e Chev. Toison d'or (Esp.) Duc de Saxe, Pr. de S.-Cobourg-Gotha | Décès     | 22 janvier 1869   | Château de Laeken (Laeken, Belgique)                                                              | | Lien          |
| Baudouin, Duc de Saxe Pr. de Saxe-Cobourg-Gotha | Naissance | 3 juin 1869       | Palais du comte de Flandre 2 Rue de la Régence Bruxelles, Belgique (aujourd'hui Cour des comptes) | | Lien          |
| Henriette, Princesse de Belgique (1891) Duchesse de Saxe Princesse de Saxe-Cobourg-Gotha                                                                    | Naissance | 30 novembre 1870  | Palais du comte de Flandre Bruxelles, Belgique                                                    | | Lien          |
| Joséphine, Duchesse de Saxe Princesse de Saxe-Cobourg-Gotha                                                                                                 | Naissance | 30 novembre 1870  | Palais du comte de Flandre Bruxelles, Belgique                                                    | | Lien          |
| Joséphine, Duchesse de Saxe Princesse de Saxe-Cobourg-Gotha                                                                                                 | Décès     | 18 janvier 1871   | Palais du comte de Flandre Bruxelles, Belgique                                                    | | Lien          |
| Clémentine, Princesse de Belgique (1891) Duchesse de Saxe Princesse de Saxe-Cobourg-Gotha                                                                   | Naissance | 30 juillet 1872   | Château de Laeken (Laeken, Belgique)                                                              | |               |
| Joséphine, Princesse de Belgique (1891) Duchesse de Saxe Princesse de Saxe-Cobourg-Gotha                                                                    | Naissance | 18 octobre 1872   | Palais du comte de Flandre Bruxelles, Belgique                                                    | | Lien          |
| Louise, Princesse de Belgique (1891) oo Philippe de Saxe-Cobourg-Kohary                                                                                     | Mariage   | 4 février 1875    | Palais royal de Bruxelles (Bruxelles, Belgique)                                                   | | Lien          |
| Albert, Prince de Belgique (1891) Duc de Saxe Prince de Saxe-Cobourg-Gotha Futur Albert Ier, Roi des Belges                                                 | Naissance | 8 avril 1875      | Palais du comte de Flandre Bruxelles, Belgique                                                    | | Lien          |
| Stéphanie, Princesse de Belgique (1891) oo Rodolphe d'Autriche                                                                                              | Mariage   | 10 mai 1881       | Vienne (Autriche)                                                                                 | |               |
| Élisabeth, duchesse en Bavière (fut. Élisabeth, Reine C. des Belges)                                                                                        | Naissance | 25 juillet 1876   | Possenhofen, Bavière, Allemagne                                                                   | |               |
| Baudouin, Duc de Saxe Pr. de Saxe-Cobourg-Gotha A.R de 1891 fait 1 mois 1/2 après sa mort                                                                   | Décès     | 23 janvier 1891   | Palais du comte de Flandre Bruxelles, Belgique                                                    | | Lien          |
| Joséphine, Princesse de Belgique oo Charles-Antoine de Hohenzollern                                                                                         | Mariage   | 28 mai 1894       | Palais royal de Bruxelles (Bruxelles, Belgique)                                                   | | Lien          |
| Henriette, Princesse de Belgique oo Emmanuel d'Orléans | Mariage   | 12 février 1896   | Palais du comte de Flandre Bruxelles, Belgique                                                    | | Lien          |
| Albert Ier, Prince de Belgique oo Élisabeth en Bavière | Mariage   | 2 octobre 1900    | Munich, Bavière, Allemagne                                                                        | |               |
| Léopold, Prince de Belgique Duc de Brabant (en 1909) (futur Léopold III, roi des Belges)                                                                    | Naissance | 3 novembre 1901   | "Palais du marquis d'Assche", actuel Conseil d'État (Bruxelles, Belgique)                         | | Lien          |
| S.M. la Reine Marie-Henriette, née Archiduchesse d'Autriche                                                                                                 | Décès     | 19 septembre 1902 | Spa (Belgique)                                                                                    | | Lien          |
| Charles, Comte de Flandre (1910), Prince de Belgique | Naissance | 10 octobre 1903   | Bruxelles, Belgique                                                                               | | Lien          |
| Philippe, Comte de Flandre, Prince de Belgique | Décès     | 17 novembre 1905  | Bruxelles (Belgique)                                                                              | | Lien          |
| Astrid de Suède (fut. Astrid, Reine Cons. des Belges) | Naissance | 17 novembre 1905  | Stockholm (Suède)                                                                                 | |               |
| Marie-José, Princesse de Belgique | Naissance | 4 août 1906       | Ostende, Belgique                                                                                 | | Lien          |
| S.M. Léopold II, roi des Belges Duc de Saxe, Pr. de S.-Cobourg-Gotha                                                                                        | Décès     | 17 décembre 1909  | Château de Laeken (Laeken, Belgique) fait partie de Bruxelles depuis 1921                         | | Lien          |
| Règne du Roi Albert Ier (1909 - 1934) |           |                   |                                                                                                   | |               |
| Clémentine, Princesse de Belgique oo Victor Napoléon | Mariage   | 14 novembre 1910  | Moncalieri (Italie)                                                                               | |               |
| Marie de Hohenzollern-Sigmaringen | Décès     | 26 novembre 1912  | Bruxelles (Belgique)                                                                              | |               |
| vers 1921 : l'usage de "Duc de Saxe, Prince de Saxe-Cobourg-Gotha" est abandonné (dans les armoiries)                                                       |           |                   |                                                                                                   | |               |
| 1924 : Moins de 100 ans - les actes de naissance ne sont pas disponibles                                                                                    |           |                   |                                                                                                   | |               |
| Louise, Princesse de Belgique | Décès     | 1er mars 1924     | Wiesbaden (Allemagne)                                                                             | |               |
| Léopold (III), Duc de Brabant oo Astrid de Suède | Mariage   | 10 novembre 1926  | Bruxelles (Belgique)                                                                              | |               |
| Charlotte, Princesse de Belgique Ex-Impératrice du Mexique                                                                                                  | Décès     | 19 janvier 1927   | Meise (Belgique)                                                                                  | |               |
| Joséphine-Charlotte de Belgique | Naissance | 11 octobre 1927   | Palais royal de Bruxelles (Bruxelles, Belgique)                                                   | |               |
| Fabiola de Mora y Aragón (fut. Fabiola, Reine Cons. des Belges)                                                                                             | Naissance | 11 juin 1928      | Madrid (Communauté de Madrid, Espagne)                                                            | |               |
| Marie-José de Belgique oo Humbert II d'Italie | Mariage   | 8 janvier 1930    | chapelle Paolina du palais du Quirinal (Rome, Royaume d'Italie)                                   | |               |
| Baudouin de B., Comte de Hainaut (futur Baudouin, roi des Belges)                                                                                           | Naissance | 7 septembre 1930  | Château du Stuyvenberg, Laeken (Bruxelles, Belgique)                                              | |               |
| Albert Ier, roi des Belges | Décès     | 17 février 1934   | Marche-les-Dames (Belgique)                                                                       | |               |
| Règne du Roi Léopold III (1934 - 1950) |           |                   |                                                                                                   | |               |
| Albert de B., Prince de Liège (futur Albert II, roi des Belges)                                                                                             | Naissance | 6 juin 1934       | Château du Stuyvenberg, Laeken (Bruxelles, Belgique)                                              | |               |
| Astrid, Reine Consort des Belges | Décès     | 29 août 1935      | Küssnacht am Rigi (Suisse)                                                                        | |               |
| Paola Ruffo di Calabria (fut. Paola, Reine Cons. des Belges)                                                                                                | Naissance | 11 septembre 1937 | Forte dei Marmi (Toscane, Italie)                                                                 | |               |
| Stéphanie de Belgique | Décès     | 23 août 1945      | Abbaye de Pannonhalma (Hongrie)                                                                   | |               |
| Henriette de Belgique | Décès     | 29 mars 1948      | Sierre (Suisse)                                                                                   | |               |
| Règne du Roi Baudouin (1950/1 - 1993) |           |                   |                                                                                                   | |               |
| Joséphine-Charlotte de Belgique oo Grd-D. Jean de Luxembourg                                                                                                | Mariage   | 9 avril 1953      | Luxembourg (Grd-D. de Luxembourg)                                                                 | |               |
| Clémentine de Belgique | Décès     | 8 mars 1955       | Nice (France)                                                                                     | |               |
| Lorenz d'Autriche-Este | Naissance | 16 décembre 1955  | Boulogne-Billancourt (France)                                                                     | |               |
| Joséphine de Belgique | Décès     | 6 janvier 1958    | Namur (Namur, Belgique)                                                                           | |               |
| Albert, Prince de Liège oo Paola Ruffo di Calabria | Mariage   | 2 juillet 1959    | Palais de Bruxelles & Sts-Michel-et-Gudule (Bruxelles, Belgique)                                  | |               |
| Philippe de Belgique | Naissance | 15 avril 1960     | Ch. du Belvédère (Bruxelles, Belgique)                                                            | |               |
| Baudouin, roi des Belges oo Fabiola de Mora y Aragón | Mariage   | 15 décembre 1960  | Palais de Bruxelles & Sts-Michel-et-Gudule (Bruxelles, Belgique)                                  | |               |
| Astrid de Belgique | Naissance | 5 juin 1962       | Ch. du Belvédère (Bruxelles, Belgique)                                                            | |               |
| Laurent de Belgique | Naissance | 19 octobre 1963   | Ch. du Belvédère (Bruxelles, Belgique)                                                            | |               |
| Élisabeth, Reine Consort des Belges | Décès     | 23 novembre 1965  | Château du Stuyvenberg, Laeken (Bruxelles, Belgique)                                              | |               |
| Mathilde d'Udekem d'Acoz (fut. Mathilde, Reine C. des Belges)                                                                                               | Naissance | 20 janvier 1973   | Uccle, Belgique                                                                                   | |               |
| Claire Coombs | Naissance | 18 janvier 1974   | Bath, Royaume-Uni                                                                                 | |               |
| Astrid de Belgique oo Lorenz d'Autriche-Este | Mariage   | 22 septembre 1984 | Hôtel de ville & Sts-Michel-et-Gudule (Bruxelles, Belgique)                                       | |               |
| Amedeo de Belgique | Naissance | 21 février 1986   | Cliniques universitaires Saint-Luc (Woluwe-Saint-Lambert, Belgique)                               | |               |
| Elisabetta Rosbosch van Wolkenstein | Naissance | 9 septembre 1987  | Rome, Italie                                                                                      | |               |
| Maria Laura de Belgique | Naissance | 26 août 1988      | Cliniques universitaires Saint-Luc (Woluwe-Saint-Lambert, Belgique)                               | |               |
| Joachim de Belgique | Naissance | 9 décembre 1991   | Cliniques universitaires Saint-Luc (Woluwe-Saint-Lambert, Belgique)                               | |               |
| Baudouin, roi des Belges | Décès     | 31 juillet 1993   | Villa Astrida, Motril, Espagne                                                                    | |               |
| Règne du Roi Albert II (1993 - 2013) |           |                   |                                                                                                   | |               |
| Luisa Maria de Belgique | Naissance | 11 octobre 1995   | Clinique Saint-Jean (Bruxelles, Belgique)                                                         | |               |
| Philippe, Duc de Brabant oo Mathilde d'Udekem d'Acoz | Mariage   | 4 décembre 1999   | Hôtel de ville & Sts-Michel-et-Gudule (Bruxelles, Belgique)                                       | |               |
| Marie-José de Belgique | Décès     | 27 janvier 2001   | Thônex (Canton de Genève, Suisse)                                                                 | |               |
| Élisabeth de Belgique (Duchesse de Brabant, 2013) | Naissance | 25 octobre 2001   | Hôpital Érasme (Anderlecht, Belgique)                                                             | |               |
| Laurent de Belgique oo Claire Coombs | Mariage   | 12 avril 2003     | Hôtel de ville & Sts-Michel-et-Gudule (Bruxelles, Belgique)                                       | |               |
| Laetitia Maria de Belgique | Naissance | 23 avril 2003     | Clinique Saint-Jean (Bruxelles, Belgique)                                                         | |               |
| Gabriel de Belgique | Naissance | 20 août 2003      | Hôpital Érasme (Anderlecht, Belgique)                                                             | |               |
| Louise de Belgique | Naissance | 6 février 2004    | Cliniques universitaires Saint-Luc (Woluwe-Saint-Lambert, Belgique)                               | |               |
| Joséphine-Charlotte de Belgique | Décès     | 10 janvier 2005   | Ch. de Fischbach (Grd-D. de Luxembourg).                                                          | |               |
| Emmanuel de Belgique | Naissance | 4 octobre 2005    | Hôpital Érasme (Anderlecht, Belgique)                                                             | |               |
| Nicolas de Belgique | Naissance | 13 décembre 2005  | Cliniques universitaires Saint-Luc (Woluwe-Saint-Lambert, Belgique)                               | |               |
| Aymeric de Belgique | Naissance | 13 décembre 2005  | Cliniques universitaires Saint-Luc (Woluwe-Saint-Lambert, Belgique)                               | |               |
| Éléonore de Belgique | Naissance | 16 avril 2008     | Hôpital Érasme (Anderlecht, Belgique)                                                             | |               |
| Règne du Roi Philippe (2013 -) |           |                   |                                                                                                   | |               |
| Amedeo de Belgique oo Elisabetta Rosbosch van Wolkenstein                                                                                                   | Mariage   | 5 juillet 2014    | Basilique Sainte-Marie-du-Trastevere (Rome, Italie)                                               | |               |
| Fabiola, Reine Consort des Belges | Décès     | 5 décembre 2014   | Château du Stuyvenberg, Laeken (Bruxelles, Belgique)                                              | |               |
| Anna-Astrid d'Autriche-Este | Naissance | 17 mai 2016       | CHU Saint-Pierre (Bruxelles, Belgique)                                                            | |               |
| Maximilian d'Autriche-Este | Naissance | 6 septembre 2019  | CHU Saint-Pierre (Bruxelles, Belgique)                                                            | |               |
| Maria Laura de Belgique oo William Isvy | Mariage   | 10 septembre 2022 | Bruxelles, Belgique                                                                               | |               |

## Pour approfondir